# 土柏岗街道
土柏岗乡，是中华人民共和国河南省開封市顺河回族区下辖的一个乡镇级行政单位。

## 行政区划
土柏岗乡下辖以下地区：
厂尚村、前朱村、北神岗村、南神岗村、高庄村、小董庄村、土柏岗村、齐砦村、岗西村、杨砦村、沙牛岗村和大杜砦村。